# Шнеерсон-Мишковски, Зельда
Зельда Шнеерсон-Мишковски (ивр. זלדה שניאורסון-מישקובסקי‎, также известна как Зельда; 20 июня 1914, Екатеринослав — 30 апреля 1984) — израильская поэтесса.

## Биография
Родилась в Екатеринославе, в семье Шолома-Шлома и Рахели (Хейн) Шнеерсонов. Её отец был прямым потомком третьего Любавичского Ребе Цемаха Цедека (Менахема-Мендла Шнеерсона). И она выросла в семье с сильными хасидскими традициями Хабада. В 1925 году семья Шнеерсонов репатриируется в Эрец-Исраэль, в Иерусалим. В 1950 году вышла замуж за Хаима Арье Мышковского.
Первая книга поэм поэтессы издана в 1967 году. Её поэзия отражает глубокую религиозность и уважение к традиции поэтессы, например сочинение Kaasher berakhti al hanerot.
Зельда работала преподавателем в Иерусалиме. Наиболее известным среди её студентов является Амос Клаузнер, позднее ставший всемирно известным писателем-новеллистом под именем Амос Оз.
В 2021 году в городе Днепр установили мурал в честь Зельды Шнеерсон-Мишковски.